# Tavaux-et-Pontséricourt
 Tavaux-et-Pontséricourt  es una población y comuna francesa, en la región de Picardía, departamento de Aisne, en el distrito de Laon y cantón de Marle.

## Demografía
| 797 | 766 | 752 | 666 | 622 | 590 |
| Para los censos de 1962 a 1999 la población legal corresponde a la población sin duplicidades (Fuente: INSEE [Consultar]) |     |     |     |     |     |